# Adlatok River
Der Adlatok River ist ein Fluss in der kanadischen Provinz Neufundland und Labrador. Eine alternative nicht-offizielle Bezeichnung des Flusses ist Ugjoktok River, wobei sich der Name dann meist nur auf den südlichen Mündungsarm bezieht.

## Flusslauf
Der Adlatok River entspringt im Zentrum der Labrador-Halbinsel an der Provinzgrenze zu Québec unweit der Quelle des nach Süden fließenden Kanairiktok River. Der Adlatok River fließt anfangs in Richtung Nordnordost. Er durchfließt den Ashuapun, einen größeren See. Anschließend vollführt der Fluss einen weiten Bogen nach Osten. Der Abfluss des schnurgeraden 45 km langen Harp Lake mündet rechtsseitig in den Adlatok River. Kurz vor Erreichen der Ostküste von Labrador spaltet sich der Fluss in zwei Mündungsarme auf. Der südliche Flussarm mündet nach 12 km in die Udjuktok Bay, der nördliche ergießt sich nach 25 km in die Adlatok Bay, 42 km südwestlich von Hopedale. Bei Flusskilometer 209,2 befindet sich ein 3,7 m hoher Wasserfall, der eine Fischwanderung in das oberstrom gelegene Flusssystem verhindert. Mistinippi Lake und Shapeiau, zwei größere Seen, befinden sich südlich des Unterlaufs innerhalb des Einzugsgebietes des Adlatok River.

## Hydrologie
Der Adlatok River hat eine Länge von 258 km. Er entwässert eine Fläche von 11.106 km². Am Pegel unterhalb der Einmündung des Harp-Lake-Abflusses bei Flusskilometer 77 beträgt der mittlere Abfluss 158 m³/s. Die höchsten monatlichen Abflüsse treten während der Schneeschmelze im Juni auf. Sie liegen im Mittel bei 602 m³/s.

## Flussfauna
Im Flusssystem des Adlatok River kommen folgende Fischarten vor: anadromer Atlantischer Lachs, Süßwasser-Lachs (Ouananiche), Bachsaibling, Wandersaibling, Hecht und Catostomus catostomus (longnose sucker).